# بنسون (إلينوي)
بنسون (بالإنجليزية: Benson)‏ هي منطقة سكنية تقع في الولايات المتحدة في مقاطعة وودفورد، إلينوي. يقدر عدد سكانها بـ 423 نسمة .

## الموقع الجغرافي
الموقع الجغرافي للمناطق المحيطة بهذه النقطة هو كالتالي: